# Instrukcja sterująca
Instrukcja sterująca – instrukcja zdefiniowana w składni określonego języka programowania, umożliwiająca wyznaczenie i zmianę kolejności wykonania instrukcji zawartych w kodzie źródłowym.

## Wyznaczenie kolejności wykonywania instrukcji
Istnieją następujące możliwości wyznaczania kolejności wykonywania instrukcji:
wykonanie sekwencyjnebloki, instrukcje blokowe
wykonanie innej instrukcji niż następnainstrukcja skoku, instrukcja opuszczenia, instrukcja powrotu
wykonanie warunkoweinstrukcja warunkowa, instrukcja wyboru
powtarzanie wykonania instrukcjiinstrukcja pętli, instrukcja kontynuacji

## Rodzaje
Powyższe sposoby wyznaczania kolejności wykonania instrukcji determinują rodzaje instrukcji sterujących, do których zalicza się:
- instrukcje proste
  - instrukcja skoku
  - instrukcja opuszczenia
  - instrukcja kontynuacji
  - instrukcja powrotu
- instrukcje strukturalne
  - instrukcje złożone
    - instrukcja blokowa
    - instrukcja grupująca
    - instrukcja wiążąca

  - instrukcje warunkowe, rozgałęzienia
    - instrukcja warunkowa
    - instrukcja wyboru

  - instrukcje instrukcja pętli
    - iteracyjna
    - repetycyjna
    - ogólna
    - nieskończona
    - inne.

## Charakterystyka instrukcji sterujących
Instrukcje sterujące służą w kodzie źródłowym do kierowania kolejnością wykonywania kolejnych czynności, z których złożony jest dany algorytm. Bogactwo struktur sterujących ułatwia implementowanie złożonych algorytmów, ale zbyt rozbudowane sterowanie w składni języka, wg wielu autorów literatury przedmiotu, może prowadzić do zaciemnienia czytelności kodu. W większości języków programowania wysokiego poziomu dostępny jest pewien podzbiór typowych instrukcji sterujących, o określonej funkcjonalności. Tylko niektóre, nieliczne języki wprowadzają nietypowe konstrukcje bądź rozszerzają znaczenie istniejących konstrukcji przez specyficzną modyfikację ich działania. Pojęcie instrukcji sterujących wyodrębnia więc grupę instrukcji, spośród innych instrukcji dostępnych w językach programowania, ze względu na ich przeznaczenie.
Odpowiedni zestaw instrukcji sterujących w konkretnym języku umożliwia programowanie strukturalne. Należy jednak zaznaczyć, że nie wszystkie instrukcje sterujące są uznawane za zgodne z ideą programowania strukturalnego. Literatura przedmiotu poleca tu konstrukcje złożone z jednym wejściem i jednym wyjściem, i ewentualnie dopuszcza pewne bardziej rozbudowane struktury. Natomiast zdecydowana większość autorów nie zaleca stosowania instrukcji skoku, a nawet instrukcji opuszczenie i kontynuacji, jako że w swej istocie stanowią niemalże jedynie składniowy substytut instrukcji skoku.